# Frido Mětšk
Frido Mětšk (Alfred Mietzschke, Annaberg, 4 d'octubre de 1916 - † Bautzen, 9 de juliol de 1990) fou un escriptor, poeta, traductor i historiador en baix sòrab.

## Biografia
Era fill d'un oficinista i estudià a l'institut de Dresden (1927-1936) i a l'escola de mestres de Frankfurt de l'Oder (1937). Des de 1940 va estudiar filologia clàssica i eslavística a Halle i Jena amb Dmytro Čyževskyj, i es graduà amb una tesi sobre Heinrich Milde (1636-1739). Després de donar classes un temps a Keilhau i Halle fou enviat al Front Oriental de la Segona Guerra Mundial, on fou fet presoner i treballà en una escola antifeixista.
El 1949 tornà a Alemanya i fou nomenat director del Gimnàs Sòrab de Bautzen. Des de 1955 va treballar com a assistent d'investigació a l'Institut Nacional d'Investigació Sòrab dins l'Acadèmia de Ciències de la República Democràtica Alemanya. Des de 1959 fou director de l'arxiu cultural sòrab. El 1960 va obtenir el Premi Ćišinski i el 1969 la medalla Stolema de la República de Polònia. És pare del compositor Juro Mětšk. Entre les seves obres, ha traduït al baix sòrab obres en caixubi, lituà i letó.

## Obres

### Literària
- Mojim Serbam (Els meus sòrabs, 1939) (poesia)
- Ze žywjenja (De la vida, 1944) (poesia)
- Bjerduški. Domowina, Budyšin 1967 (poesia i prosa)
- Frido Mětšk. Domowina, Budyšin 1986 (poesia i prosa)

### Erudició
- Heinrich Milde. Ein Beitrag zur Geschichte der slavistischen Studien in Halle (Heinrich Milde. Una contribució a la història dels estudis eslaus a Halle), Leipzig 1941.
- Bogumił Šwjela i Frido Mětšk (segona edició): Grammatik der niedersorbischen Sprache. Domowina, Bautzen 1952
- Korčmar Hawelka přećiwo magistratej (L'hostaler Hawelka contra el magistrat). Domowina, Budyšin 1956 (reportatge històric)
- Do cuzeje zemje [En terra estrangera]. Volk und Wissen, Berlin 1957 (reportatge històric)
- Die brandenburgisch-preussische Sorbenpolitik im Kreise Cottbus vom 16. Jahrhundert bis zum Posener Frieden (La política sòraba al cercle de Cottbus de Prússia-Brandenburg del segle xvi fins ara). Akademie Verlag, Berlin 1962
- Bestandsverzeichnis des Sorbischen Kulturarchivs in Bautzen (Inventari dels arxius culturals Sòrabs a Bautzen). 4 Teile, Domowina, Bautzen 1963, 1967, 1976 und 1978
- Der kurmärkisch-wendische Distrikt. Ein Beitrag zur Geschichte der Territorien Bärwalde, Beeskow, Storkow, Teupitz und Zossen mit besonderer Berücksichtigung des 16. bis 18. Jahrhunderts (El districte electoral wend. Una contribució a la història dels territoris de Bärwalde, Beeskow, Storkow, Teupitz i Zossen i amb un enfocament particular del segle xvi al XVIII). Domowina, Bautzen 1965.
- Die Stellung der Sorben in der territorialen Verwaltungsgliederung des deutschen Feudalismus (La posició territorial dels sòrabs en la divisió administrativa del feudalisme alemany). Domowina, Bautzen 1968
- Das Interesse der Ostforschung des westdeutschen Imperialismus an den Sorben. Domowina, Bautzen 1968
- Verordnungen und Denkschriften gegen die sorbische Sprache und Kultur während der Zeit des Spätfeudalismus (Reglaments i memoràndums de la llengua i la cultura sorabes durant el feudalisme tardà). Domowina, Bautzen 1969
- K. A. Kocorowe zawostajenstwo w Serbskim kulturnym archiwje (la finca de K. A. Kocor als arxius culturals sòrabs]. Dom za serbske ludowe wuměłstwo, Budyšin 1971.
- Ideologen der antisorbischen Sprachpolitik während der Periode des Übergangs vom Feudalismus zum Kapitalismus. Eine Quellensammlung (Els ideòlegs de la lluita contra la política lingüística sòraba durant el període de transició del feudalisme al capitalisme. Una col·lecció d'origen.). Domowina, Bautzen 1973
- Jurja Pilkowe zawostajenstwo w Serbskim kulturnym archiwje [La finca de Jurja Pilkowe als arxius culturals sòrabs]. Dom za serbske ludowe wuměłstwo, Budyšin 1974.
- amb Jan Brankack: Geschichte der Sorben. Band 1: Von den Anfängen bis 1789 (Història dels sòrabs. Dels orígens fins al 1789). Domowina, Bautzen 1977
- Studien zur Geschichte sorbisch-deutscher Kulturbeziehungen (Estudis sobre la història de les relacions culturals sòrabo-alemanyes). Domowina, Bautzen 1980
- Mato Kosyk. Domowina. Budyšin 1985 (Biografia)